# Административна подела Летоније
Република Летонија је 2009. године добила нову, једностепену управну поделу. Овим је поништена дотадашња двостепена подела државе на округе и општине из 1990. године, успостављена у време обнављања независности Летоније. Новом поделом значајно је промењен досадашњи распоред и величина подручних јединица унутар државе.

## Управна подела 2009.
По новој подели државе Летонија је управно подељена на 118 општина. Од тога су 9 тзв. републички градови (лет. множ. republikas pilsētas), док су осталих 109 општине (лет. множ. novadi), које се даље деле на парохије (које поседују неке елементе општинске управе).
Задржана су три типа подручних јединица:
- Класична подручна јединица - мањи град (седиште) са окружењем;
- Град-подручна јединица - 9 највећих градова Летоније као независне самоуправе од околине;
- Подручна јединица око градова - ових јединица има неколико и оне се налазе око пар већих градова и носе њихово име (нпр. око Даугавпилса, Валмијере). Седиште дате подручне јединице је смештено у већем граду, иако он подручно њој не припада.

Све подручне јединице, без обзира на тип, носе у називу место седишта, тј. значајних насеља у Летонији.

## Списак подручних јединица
Независни градови-општине:
1. Валмијера
2. Вентспилс
3. Даугавпилс
4. Јекабпилс
5. Јелгава
6. Јурмала
7. Лијепаја
8. Резекне
9. Рига — главни град

Општине „класичног вида":
| - Аглона - Адажи - Ајзкраукле - Ајзпуте - Акнисте - Алоја - Алсунга - Алуксне - Амата - Апе - Ауце - Бабите - Балви - Балдоне - Балтинава - Бауска - Беверина - Броцени - Буртнијеки - Вајњоде - Валка - Валмијера | - Варакљани - Варкава - Вентспилс - Вецпијебалга - Вецумнијеки - Вијесите - Виљака - Виљани - Гаркалне - Гробиња - Гулбене - Дагда - Даугавпилс - Добеље - Дундага - Дурбе - Енгуре - Ергљи - Зилупе - Ијецава - Икшкиље - Илуксте | - Инчукалнс - Јаунјелгава - Јаунпијебалга - Јаунпилс - Јекабпилс - Јелгава - Кандава - Карсава - Кокнесе - Коћени - Краслава - Кримулда - Крустпилс - Кулдига - Ливани - Лигатне - Лијелварде - Лимбажи - Лубана - Лудза - Мадона - Мазсалаца | - Малпилс - Марупе - Наукшени - Нерета - Ница - Огре - Олајне - Озолнијеки - Павилоста - Паргауја - Пљавина - Прејли - Пријекуље - Пријекуљи - Рауна - Резекне - Ријебињи - Роја - Ропажи - Ругаји - Рујијена - Рундаље | - Руцава - Сала - Саласпилс - Салацгрива - Салдус - Саулкрасти - Сеја - Сигулда - Скривери - Скрунда - Смилтене - Стопињи - Стренчи - Талси - Тервете - Тукумс - Ћегумс - Ћекава - Царникава - Цесвајне - Цесис - Цибла |

## Стара управна подела 1990.
Летонија је 1990. управно подељена на 33 управне јединице нивоа округа. Она се састојала из 26 округа (лет. rajons) и 7 самосталних градова-округа (лет. lielpilsēta), махом наслеђених из времена СССРа. Окрузи су се даље делили на општине. 
Списак округа
- Градови-окрузи су назначени масним словима.

| Име округа (2004) | тип округа             | Седиште округа |
| Ајзкраукле округ  | класичан округ         | Ајзкраукле     |
| Алуксне округ     | класичан округ         | Алуксне        |
| Балви округ       | класичан округ         | Балви          |
| Бауска округ      | класичан округ         | Бауска         |
| Валмијера округ   | класичан округ         | Валмијера      |
| Валка округ       | класичан округ         | Валка          |
| Град Вентспилс    | град-округ             | Вентспилс      |
| Вентспилс округ   | округ око града-округа | Вентспилс      |
| Гулбене округ     | класичан округ         | Гулбене        |
| Град Даугавпилс   | град-округ             | Даугавпилс     |
| Даугавпилс округ  | округ око града-округа | Даугавпилс     |
| Добеле округ      | класичан округ         | Добеле         |
| Јекабпилс округ   | класичан округ         | Јекабпилс      |
| Град Јелгава      | град-округ             | Јелгава        |
| Јелгава округ     | округ око града-округа | Јелгава        |
| Град Јурмала      | град-округ             | Јурмала        |
| Краслава округ    | класичан округ         | Краслава       |
| Кулдига округ     | класичан округ         | Кулдига        |
| Град Лијепаја     | град-округ             | Лијепаја       |
| Лијепаја округ    | округ око града-округа | Лијепаја       |
| Лимбажи округ     | класичан округ         | Лимбажи        |
| Лудза округ       | класичан округ         | Лудза          |
| Мадона округ      | класичан округ         | Мадона         |
| Огре округ        | класичан округ         | Огре           |
| Прејли округ      | класичан округ         | Прејли         |
| Град Резекне      | град-округ             | Резекне        |
| Резекне округ     | округ око града-округа | Резекне        |
| Град Рига         | град-округ             | Рига           |
| Рига округ        | округ око града-округа | Рига           |
| Салдус округ      | класичан округ         | Салдус         |
| Талси округ       | класичан округ         | Талси          |
| Тукумс округ      | класичан округ         | Тукумс         |
| Цесис округ       | класичан округ         | Цесис          |